# بخش گویان (شهرستان گالیا، اوهایو)
بخش گویان (به انگلیسی: Guyan Township) یک منطقهٔ مسکونی در ایالات متحده آمریکا است که در شهرستان گالیا، اوهایو واقع شده‌است.
 بخش گویان ۸۱٫۹ کیلومتر مربع مساحت و ۱٬۱۶۶ نفر جمعیت دارد و ۲۱۴ متر بالاتر از سطح دریا واقع شده‌است.